# Pterocaris
Pterocaris is een geslacht van kreeftachtigen uit de klasse van de Malacostraca (hogere kreeftachtigen).

## Soort
- Pterocaris typica Heller, 1862